# دودانغة (درة صيدي)
دودانغة (بالفارسية: دودانگه) هي مستوطنة تقع في إيران في قسم درة صیدي الريفي. يقدر عدد سكانها بـ 487 نسمة .